# Ника (кинопремия)
«Ни́ка» — национальная кинематографическая премия, вручаемая Российской академией кинематографических искусств «Ника».
Лауреатам премии в каждой номинации вручаются статуэтки крылатой древнегреческой богини Ники (автор — скульптор Сергей Микульский).
Первая церемония вручения кинопремии «Ника» состоялась в декабре 1988 года в Центральном доме кинематографистов.

## История
Премия была учреждена в 1988 году Союзом кинематографистов СССР и впервые вручалась в стенах Дома кинематографистов 17 декабря того же года за фильмы, вышедшие в прокат в 1987 году. К этому моменту название премии ещё не было выбрано. Название «Ника» в честь греческой богини победы утвердили во время подготовки ко второй церемонии вручения премии (за фильмы, вышедшие в прокат в 1988 году).
Основатель и художественный руководитель премии — Юлий Гусман.
Эта профессиональная награда сначала присуждалась по итогам демократического голосования, в котором имели право принять участие все члены конфедерации Союза кинематографистов. С начала 1990-х годов победители определяются путём тайного голосования членов Российской академии кинематографических искусств, в которую входят представители всех кинематографических специальностей, делегированные региональными отделениями Союза кинематографистов России.
На сегодняшний день в Российскую академию кинематографических искусств входит 621 член.
С середины 1990-х годов по 2002 год и в 2012 году телевизионная трансляция премии показывалась на ОРТ/Первом канале, в 2003—2005 годах и 2016—2017 годах — на НТВ, в 2006—2011 годах и 2013—2015 годах — на СТС.
Первым президентом Российской академии кинематографических искусств «Ника» был сценарист, драматург Виктор Мережко. С 2001 года пост президента занимал кинорежиссёр Эльдар Рязанов, в 2007 году его сменил актёр Алексей Баталов. В 2013 году президентом был избран режиссёр Андрей Кончаловский.
Президент Российской академии кинематографических искусств:
- Андрей Кончаловский

Вице-президент Российской академии кинематографических искусств:
- Павел Финн

В совет Российской академии кинематографических искусств входят руководители секций:
- режиссуры — Павел Чухрай
- драматургов — Александр Миндадзе
- композиторов — Максим Дунаевский
- аниматоров — Гарри Бардин
- неигрового кино — Борис Головня
- актёров — Леонид Ярмольник
- продюсеров — Владимир Досталь
- науки и образования — Иван Преображенский

а также:
- художественный руководитель — Юлий Гусман
- директор АНОК «Ника» — Игорь Шабдурасулов

## Статуэтка «Ника»
Статуэтка, созданная скульптором Сергеем Микульским, не сразу стала «Никой». Предлагались различные варианты названия, в том числе: «Серафима», «Золотой Элем», «Ося» и «Крылья Советов». Окончательный вариант названия ассоциируется с именем древнегреческой богини победы Ники. Также он является отсылкой к имени главной героини фильма Михаила Калатозова «Летят журавли» — Вероники. Статуэтки «Ники» делаются вручную из бронзы, а затем покрываются позолотой.

## Номинации
1. Лучший игровой фильм
2. Лучший документальный фильм (1988—1995)
3. Лучший научно-популярный фильм (1988—1995)
4. Лучший неигровой фильм (с 1996 года)
5. Лучший анимационный фильм
6. Лучший фильм стран СНГ и Балтии
7. Лучшая режиссёрская работа
8. Лучшая сценарная работа
9. Лучшая операторская работа
10. Лучшая музыка к фильму
11. Лучшая работа звукорежиссёра
12. Лучшая работа художника
13. Лучшая работа художника по костюмам
14. Лучшая мужская роль
15. Лучшая женская роль
16. Лучшая роль второго плана (1988—2001)
17. Лучшая мужская роль второго плана (с 2002 года)
18. Лучшая женская роль второго плана (с 2002 года)
19. Премия «Ника» «Честь и достоинство»
20. Премия «Ника» «Открытие года» (вручается с 2002 года)
21. «За вклад в кинематографические науки, критику и образование»
22. Специальный приз Совета Российской академии кинематографических искусств «За творческие достижения в искусстве телевизионного кинематографа» (вручается с 2005 года)
23. Специальный приз Совета Российской академии кинематографических искусств «За выдающийся вклад в отечественный кинематограф» (вручается с 2007 года)

## Факты
- Премию «Ника» за «Лучший игровой фильм» вручают и режиссёрам, и продюсерам.
- Только три нерусскоязычных фильма получили главную награду за «Лучший игровой фильм»: «Монгол», «Ашик-Кериб» и «Фауст». Однако режиссёрами всех трёх фильмов являются советские и российские режиссёры Сергей Бодров-старший, Сергей Параджанов и Александр Сокуров.
- Основатель, художественный руководитель премии и неизменный ведущий церемонии — Юлий Гусман.
- 6 марта 2013 года Российская академия кинематографических искусств приняла решение присвоить специальному призу «За выдающийся вклад в отечественный кинематограф» имя Алексея Германа-старшего.
  - В соответствии с действующим регламентом «Ники» автор фильма имеет право официально в письменной форме отказаться от участия в конкурсе. В 2008 году киноакадемики получили такое письмо от режиссёра Никиты Михалкова с просьбой не выдвигать на соискание премии кинокартину «12» в номинациях «Лучший игровой фильм» и «Лучшая режиссёрская работа», а также кинокартину режиссёра Владимира Хотиненко «1612» в номинации «Лучший игровой фильм». Кроме этого, от участия в конкурсе по личной просьбе отказался Александр Сокуров с кинокартиной «Александра».
- В программу церемонии вручении премии «Ники» традиционно входит демонстрация очередного выпуска «Кинокапустника» — смонтированной нарезки из фильмов и телепередач, переозвученных на юмористический лад[10]. Один из сценаристов проекта Аркадий Инин в 1997 году получил за него приз «Золотой Остап».

## Рекорды
По состоянию на 24 марта 2025 года:
- Фильмы-лауреаты:
  - 7 — «Мастер и Маргарита» (7 — во всех номинациях ), «Телец» (9), «Трудно быть богом» (10), «Орда» (11);
  - 6 — «Покаяние» (6), «Монгол» (6), «Небеса обетованные» (7), «Кавказский пленник» (7), «Остров» (7), «Хрусталев, машину!» (9), «Жила-была одна баба» (9);
  - 5 — «Аритмия» (7), «Свои» (8), «Географ глобус пропил» (8),  «Француз» (9), «Вор» (10), «Праведник» (13).
- Фильмы-номинанты:
  - 13 — «Праведник» (при 5 премиях);
  - 12 — «Лето» (4);
  - 11 — «Орда» (7), «Левиафан» (2);
  - 10 — «Трудно быть богом» (7), «Вор» (5), «Барак» (3), «Война Анны» (2);
  - 9 — «Телец» (7), «Хрусталев, машину!» (6), «Жила-была одна баба» (6), «Француз» (5), «Дорогие товарищи! (4), «Водитель для Веры» (3), «Край» (3), «Воздух» (0);
  - 8 —  «Свои» (5), «Географ глобус пропил» (5), «Дикое поле» (4), «Стиляги» (4), «Фауст» (4), «Мусульманин» (3), «Дневник его жены» (3), «Настройщик» (3), «Брестская крепость» (3), «Бумажный солдат» (2), «Дылда» (2), «Ученик» (1).

Четырежды на премию номинировался (1 — 2006, 1 — 2007, 2 — 2010) мультипликационный сериал «Гора Самоцветов», но в 2006 году в рамках одной номинации номинировалось сразу 8 серий проекта, а в 2010 году 2 серии, но уже в рамках отдельных номинаций (в 2007 году одна серия в одной номинации). Таким образом, условно проект «Гора Самоцветов» номинировался на премию 11 раз.
- Из кинодеятелей больше всего премий «Ника» имеют:
  - Режиссёр Александр Сокуров — 6: премия в номинации «Честь и достоинство» в 2017 году, в номинациях «Лучший игровой фильм», «Лучшая режиссёрская работа» и «Лучшая операторская работа» за фильм «Телец», а также в номинациях «Лучший игровой фильм» и «Лучшая режиссёрская работа» за фильм «Фауст».
  - Оператор Юрий Клименко — 6 (1999, 2001, 2006, 2011, 2015, 2019): за фильмы «Му-му», «Дневник его жены», «Космос как предчувствие», «Край», «Трудно быть богом», «Ван Гоги».
  - Сценарист Юрий Арабов — 5 (2002, 2006, 2010, 2013, 2017): за сценарии к фильмам «Телец», «Солнце», «Полторы комнаты, или Сентиментальное путешествие на родину», «Фауст», «Монах и бес».
  - Актёр Сергей Гармаш — 5: 2 — в номинации «Лучшая мужская роль» («12» и «Дом») и 3 — в номинации «Лучшая мужская роль второго плана» («Мой сводный брат Франкенштейн», «Нежный возраст», «Холодное танго»).
  - Актёр Роман Мадянов — 5 (2009, 2010, 2012, 2015, 2025 (посмертно): в номинации «Лучшая мужская роль второго плана» (за фильмы «Дикое поле», «Петя по дороге в Царствие Небесное», «Жила-была одна баба», «Левиафан», «Любовь Советского Союза»).
  - Актриса Нина Русланова — 4. В номинации «Лучшая женская роль» в 1988 году за три фильма («Короткие встречи», «Знак беды», «Завтра была война») и в 2011 году за кинокартину «Китайская бабушка», а равно в 1990 и 2005 году в номинации «Лучшая женская роль второго плана» за фильмы «Смиренное кладбище» и «Настройщик».

## Лауреаты

### 2025
- Лучший игровой фильм — «Мастер и Маргарита», реж. Михаил Локшин
- Лучшая мужская роль — Евгений Цыганов («Мастер и Маргарита») и Юра Борисов («Кончится лето»)
- Лучшая женская роль — Юлия Снигирь, «Мастер и Маргарита»
- Лучшая мужская роль второго плана — Роман Мадянов, «Любовь Советского Союза» (посмертно)
- Лучшая женская роль второго плана — Евгения Добровольская, «Хуже всех» (посмертно)
- Лучшая режиссёрская работа — Бакур Бакурадзе, «Снег в моём дворе»
- Лучшая сценарная работа — Андрей Кончаловский, «Смотри на меня!»

### 2024
- Лучший игровой фильм — «Праведник», реж. Сергей Урсуляк

### 2021
- Лучший игровой фильм — «Дорогие товарищи!», реж. Андрей Кончаловский

### 2020
- Лучший игровой фильм — «Француз», реж. Андрей Смирнов

### 2019
- Лучший игровой фильм — «Война Анны», реж. Алексей Федорченко
- Лучшая мужская роль — Евгений Цыганов, «Человек, который удивил всех» и Алексей Серебряков «Ван Гоги»
- Лучшая женская роль — Марта Козлова, «Война Анны»
- Лучшая мужская роль второго плана — Юрий Кузнецов, «Человек, который удивил всех»
- Лучшая женская роль второго плана — Елена Коренева, «Ван Гоги»
- Лучшая режиссёрская работа — Кирилл Серебренников, «Лето»
- Лучшая сценарная работа — Павел Басинский, Авдотья Смирнова, Анна Пармас, «История одного назначения»
- Лучшая операторская работа — Юрий Клименко, «Ван Гоги»
- Лучший режиссёр монтажа (новая) — Карих Юрий, «Лето»
- Лучший звукорежиссёр — Борис Войн, «Лето»
- Лучшая музыка к фильму — Леонид Десятников и Алексей Сергунин, «Ван Гоги»
- Лучшая работа художника — Елена Окопная, «Довлатов»
- Лучший анимационный фильм — «Знаешь, мама, где я был?» (реж. Лео Габриадзе)
- Лучший неигровой фильм — «Параджанов. Тарковский. Антипенко. Светотени» (реж. Андрей Осипов)
- Лучший фильм стран СНГ и Балтии — «Хрусталь» (реж. Дарья Жук)
- Открытие года — Рома Зверь (мужская роль), «Лето»
- Лауреат премии в номинации «Честь и достоинство» имени Эльдара Рязанова — Отар Иоселиани
- Специальный приз Совета Академии «За вклад в кинематографические науки, критику и образование» — Рубанова Ирина Ивановна
- Специальный приз Совета Академии «За достижения в телевизионном кинематографе» за 2018 год — фильм «Домашний арест», режиссёр Пётр Буслов, автор Семён Слепаков

### 2018
- Лучший игровой фильм — «Аритмия», реж. Борис Хлебников
- Лучшая мужская роль — Александр Яценко, «Аритмия»
- Лучшая женская роль — Ирина Горбачёва, «Аритмия»
- Лучшая мужская роль второго плана — Сергей Гармаш, «Холодное танго» и Владимир Ильин «Время первых»
- Лучшая женская роль второго плана — Фрейндлих, Алиса Бруновна, «Большой»
- Лучшая режиссёрская работа — Борис Хлебников, «Аритмия»
- Лучшая сценарная работа — Наталия Мещанинова, Борис Хлебников, «Аритмия»
- Лучшая операторская работа — Сергей Астахов, Бурлаков Иван, «Салют-7»
- Лучшая музыка к фильму — Владимир Дашкевич, «Три сестры»
- Лучшая работа звукорежиссёра — Сергей Чупров, «Большой»
- Лучшая работа художника — Вера Зелинская и Елена Жукова, «Матильда»
- Лучшая работа художника по костюмам — Вера Зелинская и Ольга Михайлова, «Матильда»
- Лучший анимационный фильм — «Два трамвая» (реж. Светлана Андрианова)
- Лучший неигровой фильм — «Геннадий Шпаликов. Жизнь обаятельного человека» (реж. Олеся Фокина)
- Лучший фильм стран СНГ и Балтии — «Кресло» (реж. Эльдар Шенгелая)
- Открытие года — Александр Хант (режиссёр), «Как Витька Чеснок вёз Лёху Штыря в дом инвалидов»
- Лауреат премии в номинации «Честь и достоинство» имени Эльдара Рязанова — Владими Этуш
- Приз Совета Академии «За вклад в кинематографические науки, критику и образование» — Санкт-Петербургскому государственному институту кино и телевидения
- Специальный приз Совета Академии «За творческие достижения в искусстве телевизионного кинематографа» за 2017 год — фильм «Пётр Лещенко. Всё, что было…», режиссёр Владимир Котт
- Специальный приз Совета Академии «Шаг в будущее» вручён продюсеру Антону Калинкину за развитие и продвижение web-сериалов.

### 2016
- Лучший игровой фильм — «Милый Ханс, дорогой Пётр», реж. Александр Миндадзе
- Лучшая мужская роль — Данила Козловский, «Духless 2» и Александр Яценко «Инсайт»
- Лучшая женская роль — Ирина Купченко, «Училка»
- Лучшая мужская роль второго плана — Михаил Ефремов, «Про любовь»
- Лучшая женская роль второго плана — Инна Чурикова, «Страна ОЗ»
- Лучшая режиссёрская работа — Станислав Говорухин, «Конец прекрасной эпохи»
- Лучшая сценарная работа — Александр Миндадзе «Милый Ханс, дорогой Пётр»
- Лучшая операторская работа — Геннадий Карюк, «Конец прекрасной эпохи»
- Лучшая музыка к фильму — Пётр Тодоровский и Алексей Айги, «В далёком сорок пятом… Встречи на Эльбе»
- Лучшая работа звукорежиссёра — Максим Беловолов, «Орлеан»
- Лучшая работа художника — Валентин Гидулянов, «Конец прекрасной эпохи»
- Лучшая работа художника по костюмам — Ольга Гусак, «Ангелы революции»
- Лучший анимационный фильм — «Волк Вася» (реж. Екатерина Соколова)
- Лучший неигровой фильм — «Валентина Кропивницкая: В поисках потерянного рая» (реж. Евгений Цымбал)
- Лучший фильм стран СНГ и Балтии — «Небесное кочевье» (реж. Мирлан Абдыкалыков)
- Открытие года — Иван Колесников (мужская роль), «Конец прекрасной эпохи»
- Лауреат премии в номинации «Честь и достоинство» имени Эльдара Рязанова — Алиса Фрейндлих
- Специальный приз Совета Академии «За выдающийся вклад в отечественный кинематограф» имени Алексея Германа-старшего — Виталий Мельников
- Специальный приз Совета Академии «За вклад в кинематографические науки, критику и образование» — Даниил Дондурей
- Специальный приз Совета Академии «За достижения в телевизионном кинематографе» за 2015 год — фильм «Однажды в Ростове», режиссёр Константин Худяков

### 2015
- Лучший игровой фильм — «Трудно быть богом», реж. Алексей Герман
- Лучшая мужская роль — Леонид Ярмольник, «Трудно быть богом»
- Лучшая женская роль — Елена Лядова, «Левиафан»
- Лучшая мужская роль второго плана — Роман Мадянов, «Левиафан»
- Лучшая женская роль второго плана — Дарья Мороз, «Дурак»
- Лучшая режиссёрская работа — Алексей Герман, «Трудно быть богом»
- Лучшая сценарная работа — Юрий Быков «Дурак»
- Лучшая операторская работа — Владимир Ильин и Юрий Клименко, «Трудно быть богом»
- Лучшая музыка к фильму — Алексей Айги, «Испытание»
- Лучшая работа звукорежиссёра — Николай Астахов, «Трудно быть богом»
- Лучшая работа художника — Сергей Коковкин, Григорий Кропачев и Елена Жукова, «Трудно быть богом»
- Лучшая работа художника по костюмам — Екатерина Шапкайц, «Трудно быть богом»
- Лучший анимационный фильм — «Мой личный лось», реж. Леонид Шмельков
- Лучший неигровой фильм — «Коктебельские камешки», реж. Андрей Осипов
- Лучший фильм стран СНГ и Балтии — «Племя», реж. Мирослав Слабошпицкий
- Открытие года — Иван Твердовский, «Класс коррекции»
- Лауреат премии в номинации «Честь и достоинство» — Лия Ахеджакова
- Специальный приз Совета Академии «За выдающийся вклад в отечественный кинематограф» имени Алексея Германа-старшего — Юрий Клепиков
- Специальный приз Совета Академии «За вклад в кинематографические науки, критику и образование» — Наум Ихильевич Клейман

### 2014
- Лучший игровой фильм — «Географ глобус пропил», реж. Александр Велединский
- Лучшая мужская роль — Константин Хабенский, «Географ глобус пропил»
- Лучшая женская роль — Елена Лядова, «Географ глобус пропил»
- Лучшая мужская роль второго плана — Юрий Быков, «Майор»
- Лучшая женская роль второго плана — Наталья Фатеева, «Летящие по ветру листья»
- Лучшая режиссёрская работа — Александр Велединский, «Географ глобус пропил»
- Лучшая сценарная работа — Константин Лопушанский, Павел Финн, «Роль»
- Лучшая операторская работа — Сергей Астахов, Сергей Шульц, «Метро»
- Лучшая музыка к фильму — Алексей Зубарев, «Географ глобус пропил»
- Лучшая работа звукорежиссёра — Ростислав Алимов, «Сталинград»
- Лучшая работа художника — Сергей Иванов, «Сталинград»
- Лучшая работа художника по костюмам — Татьяна Патрахальцева, «Сталинград»
- Лучший анимационный фильм — «Ку! Кин-дза-дза», реж. Георгий Данелия, Татьяна Ильина
- Лучший неигровой фильм — «Труба», реж. Виталий Манский
- Лучший фильм стран СНГ и Балтии — «Хайтарма» (Украина), реж. Ахтем Сейтаблаев и «Экскурсантка» (Литва), реж. Аудрюс Юзенас
- Открытие года — Жора Крыжовников, «Горько!»
- Лауреат премии в номинации «Честь и достоинство» — Владимир Зельдин
- Специальный приз Совета Академии «За творческие достижения в искусстве телевизионного кинематографа» — режиссёр Валерий Тодоровский за фильм «Оттепель».
- Специальный приз Совета Академии «За вклад в кинематографические науки, критику и образование» — ВГИКу

### 2013
- Лучший игровой фильм — «Фауст», реж. Александр Сокуров
- Лучшая мужская роль — Антон Адасинский, «Фауст» и Максим Суханов, «Орда»
- Лучшая женская роль — Роза Хайруллина, «Орда»
- Лучшая мужская роль второго плана — Андрей Панин (посмертно)[11], «Искупление»
- Лучшая женская роль второго плана — Татьяна Друбич, «Последняя сказка Риты»
- Лучшая режиссёрская работа — Александр Сокуров, «Фауст»
- Лучшая сценарная работа — Юрий Арабов, «Фауст»
- Лучшая операторская работа — Юрий Райский, «Орда»
- Лучшая музыка к фильму — Алексей Айги, «Орда»
- Лучшая работа звукорежиссёра — Максим Беловолов, «Орда»
- Лучшая работа художника — Сергей Февралёв, «Орда»
- Лучшая работа художника по костюмам — Наталья Иванова, «Орда»
- Лучший анимационный фильм — «Бессмертный», реж. Михаил Алдашин
- Лучший неигровой фильм — «Антон тут рядом», реж. Любовь Аркус
- Лучший фильм стран СНГ и Балтии — «Вечное возвращение» (Украина), реж. Кира Муратова
- Открытие года — Алексей Андрианов, «Шпион»
- Лауреаты премии в номинации «Честь и достоинство» — Инна Чурикова и Глеб Панфилов.
- Специальный приз Совета Академии «За творческие достижения в искусстве телевизионного кинематографа» — режиссёр Сергей Урсуляк за фильм «Жизнь и судьба».
- Специальный приз Совета Академии «За вклад в кинематографические науки, критику и образование» — историку кино, ведущему специалисту Госфильмофонда Владимиру Дмитриеву.
- Специальный приз Совета Академии «За выдающийся вклад в отечественный кинематограф» имени Алексея Германа-старшего — кинорежиссёр Вадим Абдрашитов и сценарист Александр Миндадзе.

### 2012
- Лучший игровой фильм — «Жила-была одна баба», реж. Андрей Смирнов
- Лучшая мужская роль — Сергей Гармаш, «Дом»
- Лучшая женская роль — Надежда Маркина, «Елена» и Дарья Екамасова, «Жила-была одна баба»
- Лучшая мужская роль второго плана — Роман Мадянов, «Жила-была одна баба»
- Лучшая женская роль второго плана — Елена Лядова, «Елена»
- Лучшая режиссёрская работа — Андрей Звягинцев, «Елена»
- Лучшая сценарная работа — Андрей Смирнов, «Жила-была одна баба»
- Лучшая операторская работа — Михаил Кричман, «Елена»
- Лучшая музыка к фильму — Леонид Десятников, «Мишень»
- Лучшая работа звукорежиссёра — Владимир Литровник, «Высоцкий. Спасибо, что живой»
- Лучшая работа художника — Владимир Гудилин, «Жила-была одна баба»
- Лучшая работа художника по костюмам — Людмила Гаинцева, «Жила-была одна баба»
- Лучший анимационный фильм — «Ещё раз!»
- Лучший неигровой фильм — «Книга тундры. Повесть о Вуквукае — маленьком камне», реж. Андрей Вахрушев
- Лучший фильм стран СНГ и Балтии — «А есть ли там театр?!» (Грузия), реж. Нана Джанелидзе
- Открытие года — Дмитрий Астрахан, «Высоцкий. Спасибо, что живой» и Миша Процько, «Сибирь. Монамур»
- Лауреат премии в номинации «Честь и достоинство» — Олег Басилашвили
- Лауреат премии в номинации «За творческие достижения в искусстве телевизионного кинематографа» — режиссёр Николай Досталь за фильм «Раскол»
- Специальный приз Совета Академии «За гуманизм» — учредителям фонда «Подари жизнь» Дине Корзун и Чулпан Хаматовой

### 2011
- Лучший игровой фильм — «Край», реж. Алексей Учитель
- Лучшая мужская роль — Владимир Машков, «Край»
- Лучшая женская роль — Нина Русланова, «Китайская бабушка»
- Лучшая мужская роль второго плана — Евгений Миронов, «Утомлённые солнцем 2: Предстояние»
- Лучшая женская роль второго плана — Ирина Муравьёва, «Китайская бабушка»
- Лучшая режиссёрская работа — Алексей Попогребский, «Как я провёл этим летом»
- Лучшая сценарная работа — Денис Осокин, «Овсянки»
- Лучшая музыка к фильму — Андрей Карасёв, «Овсянки»
- Лучшая работа художника по костюмам — Сергей Стручев и Владимир Корецкий, «Брестская крепость»
- Лучшая работа художника — Алим Матвейчук, «Брестская крепость»
- Лучшая работа звукорежиссёра — Филипп Ламшин и Анатолий Белозёров, «Брестская крепость»
- Лучшая операторская работа — Юрий Клименко, «Край»
- Открытие года — Дмитрий Мамулия, «Другое небо»
- Лучший анимационный фильм — «Гадкий утёнок», реж. Гарри Бардин
- Лучший неигровой фильм — «Мой друг доктор Лиза», реж. Тофик Шахвердиев
- Лауреат премии в номинации «Честь и достоинство» — Сергей Юрский
- Лауреат премии в номинации «За вклад в кинематографические науки, критику и образование» — Армен Медведеву
- Лауреат премии в номинации «За выдающийся вклад в отечественный кинематограф» и в честь 50-летия полёта Гагарина — Махмуд Рафиков

### 2008
- Лучший игровой фильм — «Монгол», режиссёр — Сергей Бодров
- Лучший фильм стран СНГ и Балтии — «Русский треугольник», режиссёр — Алеко Цабадзе
- Лучший неигровой фильм — «Рожденные в СССР. 21 год», режиссёр — Сергей Мирошниченко
- Лучший анимационный фильм — «Снегурочка», режиссёр — Мария Муат
- Лучшая режиссёрская работа — Сергей Бодров за фильм «Монгол»
- Лучшая сценарная работа — Алексей Попогребский, фильм «Простые вещи»
- Лучшая операторская работа — Сергей Трофимов, Роджер Стофферс, фильм «Монгол»
- Лучшая музыка к фильму — Эдуард Артемьев, фильм «12»
- Лучшая работа звукорежиссёра — Стефан Конкен, фильм «Монгол»
- Лучшая работа художника — Даши Намдаков, Елена Жукова, фильм «Монгол»
- Лучшая работа художника по костюмам — Карин Лор, фильм «Монгол»
- Лучшая мужская роль — Сергей Гармаш, фильм «12»
- Лучшая женская роль — Маша Шалаева за фильм «Русалка»
- Лучшая мужская роль второго плана — Леонид Броневой, фильм «Простые вещи»
- Лучшая женская роль второго плана — Мария Аронова, фильм «Артистка»
- Открытие года — Сергей Пускепалис за фильм «Простые вещи»
- Лауреат премии в номинации «Честь и достоинство» — Георгий Николаевич Данелия
- Лауреат премии в номинации «За вклад в кинематографические науки, критику» — кинокритик Майя Туровская
- Специальный приз Совета Академии «За выдающийся вклад в отечественный кинематограф» — Александр Абдулов
- Специальный приз Совета Академии «За творческие достижения в искусстве телевизионного кинематографа» — «Завещание Ленина», режиссёр — Николай Досталь и фильм «Ликвидация», режиссёр — Сергей Урсуляк

### 2007
- Лучший игровой фильм — «Остров», режиссёр Павел Лунгин
- Лучший неигровой фильм — «Зощенко и Олеша: двойной портрет в интерьере эпохи», режиссёр Евгений Цымбал
- Лучший анимационный фильм — «Моя любовь», режиссёр Александр Петров
- Лучший фильм стран СНГ и Балтии — «Два в одном», режиссёр Кира Муратова (Украина)
- Лучшая режиссёрская работа — Павел Лунгин за фильм «Остров»
- Лучшая сценарная работа — Игорь Порублев, при участии Александра Велединского за фильм «Живой»
- Лучшая операторская работа — Андрей Жегалов за фильм «Остров», посмертно
- Лучшая работа художника — Людмила Кусакова за фильм «Андерсен. Жизнь без любви»
- Лучшая работа художника по костюмам — Наталья Иванова за фильм «Андерсен. Жизнь без любви»
- Лучшая работа звукорежиссёра — Стефан Альбине, Владимир Литровник, Степан Богданов за фильм «Остров»
- Лучшая музыка к фильму — Айдар Гайнуллин за фильм «Эйфория»
- Лучший мужская роль — Пётр Мамонов за фильм «Остров»
- Лучшая женская роль — Евгения Симонова за фильм «Многоточие»
- Лучшая мужская роль второго плана — Виктор Сухоруков за фильм «Остров»
- Лучшая женская роль второго плана — Лия Ахеджакова за фильм «Изображая жертву»
- Открытие года — Иван Вырыпаев за фильм «Эйфория»
- Лучший телесериал — «Казус Кукоцкого», режиссёр Юрий Грымов
- Премия «Честь и достоинство» — Эльдар Рязанов
- За вклад в кинематографические науки, критику и образование — Александр Белоусов
- За выдающийся вклад в отечественный кинематограф — Фёдор Хитрук

### 2006
- Лучший игровой фильм — «9 рота», режиссёр Фёдор Бондарчук
- Лучший неигровой фильм — «Блокада», режиссёр Сергей Лозница
- Лучший анимационный фильм — «Каштанка», режиссёр Наталья Орлова
- Лучший фильм стран СНГ и Балтии — «Тбилиси — Тбилиси», режиссёр Леван Закареишвили
- Лучшая режиссёрская работа — Алексей Герман—младший за фильм «Гарпастум»
- Лучшая сценарная работа — Юрий Арабов за фильм «Солнце»
- Лучшая операторская работа — Юрий Клименко за фильм «Космос как предчувствие»
- Лучшая работа художника — Владимир Аронин за фильм «Статский советник»
- Лучшая работа художника по костюмам — Елена Малич за фильм «Гарпастум»
- Лучшая работа звукорежиссёра — Кирилл Василенко за фильм «9 рота»
- Лучшая музыка к фильму — Дато Евгенидзе за фильм «9 рота»
- Лучший мужская роль — Евгений Миронов за фильм «Космос как предчувствие»
- Лучшая женская роль — Алиса Фрейндлих за фильм «На Верхней Масловке»
- Лучшая мужская роль второго плана — Сергей Баталов за фильм «Коля — перекати поле»
- Лучшая женская роль второго плана — Ирина Розанова за фильм «Коля — перекати поле»
- Открытие года — Андрей Кравчук за фильм «Итальянец»
- Премия «Честь и достоинство» — Марлен Хуциев
- За вклад в кинематографические науки, критику и образование — Нея Зоркая

### 2005
- Лучший игровой фильм — «Свои», режиссёр Дмитрий Месхиев
- Лучший неигровой фильм — «Страсти по Марине», режиссёр Андрей Осипов
- Лучший анимационный фильм — «Чуча-3», режиссёр Гарри Бардин
- Лучшая режиссёрская работа — Кира Муратова за фильм «Настройщик»
- Лучшая сценарная работа — Валентин Черных за фильм «Свои»
- Лучшая операторская работа — Сергей Мачильский за фильм «Свои»
- Лучшая работа художника — Ольга Кравченя за фильм «Водитель для Веры»
- Лучшая работа художника по костюмам — Наталья Монева за фильм «Смерть Таирова»
- Лучшая работа звукорежиссёра — Константин Зарин за фильм «Свои»
- Лучшая мужская роль — Богдан Ступка за фильм «Водитель для Веры»
- Лучшая женская роль — Алла Демидова за фильм «Настройщик»
- Лучшая мужская роль второго плана — Сергей Гармаш за фильм «Мой сводный брат Франкенштейн»
- Лучшая женская роль второго плана — Нина Русланова за фильм «Настройщик»
- Открытие года — Алёна Бабенко за фильм «Водитель для Веры»
- Премия «Честь и достоинство» — Нонна Мордюкова
- За вклад в кинематографические науки, критику и образование — Вадим Юсов

### 2004
- Лучший игровой фильм — «Возвращение», режиссёр Андрей Звягинцев
- Лучший неигровой фильм — «Нефть», режиссёр Мурад Ибрагимбеков
- Лучший анимационный фильм — «Полтора кота», режиссёр Андрей Хржановский
- Лучший фильм стран СНГ и Балтии — «Ангел справа», режиссёр Джамшед Усмонов
- Лучший режиссёрская работа — Вадим Абдрашитов за фильм «Магнитные бури»
- Лучший сценарная работа — Александр Миндадзе за фильм «Магнитные бури»
- Лучший операторская работа — Михаил Кричман за фильм «Возвращение»
- Лучшая музыка к фильму — Сергей Шнуров за фильм «Бумер»
- Лучшая работа звукорежиссёра — Евгений Поздняков, Евгений Базанов за фильм «Магнитные бури»
- Лучшая работа художника — Елена Жукова, Наталья Кочергина за фильм «Русский ковчег»
- Лучшая работа художника по костюмам — Лидия Крюкова, Тамара Сеферян, Мария Гришанова за фильм «Русский ковчег»
- Лучшая мужская роль — Виктор Сухоруков за фильм «Бедный, бедный Павел»
- Лучшая мужская роль второго плана:
  - Сергей Маковецкий за фильм «Ключ от спальни»
  - Андрей Панин за фильм «Шик»
- Лучшая женская роль — Валентина Березуцкая за фильм «Старухи»
- Лучшая женская роль второго плана — Инна Чурикова за фильм «Благословите женщину»
- Премия «Честь и достоинство» — Пётр Тодоровский
- Открытие года — Алексей Герман-младший («Последний поезд»)

### 2003
- Лучший игровой фильм — «Кукушка», Александр Рогожкин
- Лучший неигровой фильм — «Дзига и его братья», Евгений Цымбал
- Лучший анимационный фильм — «Букашки», Михаил Алдашин
- Лучший фильм стран СНГ и Балтии — «Флеш бэк» (Латвия)
- Лучшая режиссёрская работа — Александр Рогожкин («Кукушка»)
- Лучшая сценарная работа — Анатолий Гребнев («Кино про кино»)
- Лучшая музыка к фильму — Алексей Рыбников («Звезда»)
- Лучшая работа художника — Владимир Светозаров («Кукушка»)
- Лучшая работа художника по костюмам — Руслан Хвастов («Чеховские мотивы»)
- Лучшая работа звукорежиссёра — Александр Погосян («Звезда»)
- Лучшая операторская работа — Сергей Мачильский («В движении»)
- Лучшая мужская роль — Олег Янковский («Любовник»)
- Лучшая мужская роль второго плана — Сергей Бодров-мл. («Война»)
- Лучшая женская роль — Анни-Кристина Юусо («Кукушка»)
- Лучшая женская роль второго плана — Татьяна Лаврова («Кино про кино»)
- Премия «Честь и достоинство» — Борис Васильев
- За вклад в кинематографические науки, критику и образование — Виктор Комар
- Открытие года — Игорь Петренко («Звезда»), Филипп Янковский («В движении»)

### 2002
- Лучший игровой фильм — «Телец», Александр Сокуров
- Лучший неигровой фильм — «Охота на ангела, или Четыре любви поэта и прорицателя», Андрей Осипов
- Лучший анимационный фильм — «Кошки под дождем», Алексей Дёмин
- Лучшая режиссёрская работа — Александр Сокуров («Телец»)
- Лучшая сценарная работа — Юрий Арабов («Телец»)
- Лучшая операторская работа — Александр Сокуров («Телец»)
- Лучшая музыка к фильму — Исаак Шварц («Дикарка»)
- Лучшая работа звукооператора — Игорь Майоров («В августе 44-го…»)
- Лучшая мужская роль — Леонид Мозговой («Телец»)
- Лучшая мужская роль второго плана — Михаил Ефремов («Граница. Таежный роман»)
- Лучшая женская роль — Мария Кузнецова («Телец»)
- Лучшая женская роль второго плана — Евгения Добровольская («Механическая сюита»)
- Лучшая работа художника — Наталья Кочергина («Телец»)
- Лучшая работа художника по костюмам — Наталья Замахина («Сказ про Федота-Стрельца»)
- Премия «Честь и достоинство» — Алексей Баталов
- Открытие года — Владислав Галкин («В августе 44-го…»)

### 2001
- Лучший игровой фильм — «Дневник его жены», Алексей Учитель
- Лучший неигровой фильм — «Марш Победы», Тофик Шахвердиев
- Лучший анимационный фильм — «Адажио», Гарри Бардин
- Лучшая режиссёрская работа — Бахтиер Худойназаров («Лунный папа»)
- Лучшая сценарная работа — Анатолий Гребнев («Дом для богатых»)
- Лучшая работа художника — Александр Толкачев, Владимир Ермаков («Русский бунт»)
- Лучшая работа художника по костюмам — Наталья Полях («Русский бунт»)
- Лучшая работа звукорежиссёра — Александр Хасин, Юрий Рейнбах («Русский бунт»)
- Лучшая музыка к фильму — Исаак Шварц («Послушай, не идёт ли дождь»)
- Лучшая операторская работа — Юрий Клименко («Дневник его жены»)
- Лучшая мужская роль — Андрей Смирнов («Дневник его жены»)
- Лучшая женская роль — Зинаида Шарко («Луной был полон сад»)
- Лучшая роль второго плана — Сергей Гармаш («Нежный возраст»)
- Премия «Честь и достоинство» — Вячеслав Тихонов

### 2000
- Лучший игровой фильм — «Хрусталёв, машину!», Алексей Герман
- Лучший неигровой фильм — «Трасса», Сергей Дворцевой
- Лучший анимационный фильм — «Фараон», Сергей Овчаров
- Лучшая режиссёрская работа — Алексей Герман («Хрусталёв, машину!»)
- Лучшая сценарная работа — Валерий Приёмыхов («Кто, если не мы»)
- Лучшая музыка к фильму — Андрей Петров («Хрусталёв, машину!»)
- Лучшая работа звукооператора — Алиакпер Гасан-Заде («Барак»)
- Лучшая работа художника — Владимир Светозаров, Георгий Кропачёв, Михаил Герасимов («Хрусталёв, машину!»)
- Лучшая работа художника по костюмам — Екатерина Шапкайц («Хрусталёв, машину!»)
- Лучшая операторская работа — Владимир Ильин («Хрусталёв, машину!»)
- Лучшая мужская роль — Михаил Ульянов («Ворошиловский стрелок»)
- Лучшая женская роль — Нина Усатова («Барак»)
- Лучшая роль второго плана — Леонид Ярмольник («Барак»)
- Премия «Честь и достоинство» — Михаил Швейцер

### 1999
- Лучший игровой фильм — «Про уродов и людей», Алексей Балабанов
- Лучший неигровой фильм — «Прокляты и забыты», Сергей Говорухин
- Лучший анимационный фильм — «Чуча», Гарри Бардин
- Лучшая сценарная работа — Александр Бородянский, Карен Шахназаров («День полнолуния»)
- Лучшая роль второго плана — Максим Суханов («Страна глухих»)
- Лучшая режиссёрская работа — Алексей Балабанов «Про уродов и людей», Отар Иоселиани («Разбойники. Глава 7»)
- Лучшая работа художника по костюмам — Лариса Конникова («Цветы календулы»)
- Лучшая работа художника — Белла Маневич-Каплан («Цветы календулы»)
- Лучшая работа звукорежиссёра — Глеб Кравецкий («Страна глухих»)
- Лучшая операторская работа — Юрий Клименко («Му-му»)
- Лучшая музыка к фильму — Геннадий Гладков («На бойком месте»)
- Лучшая мужская роль — Владимир Ильин («Хочу в тюрьму»)
- Лучшая женская роль — Дина Корзун («Страна глухих»)
- Премия «Честь и достоинство» — Михаил Глузский

### 1998
- Лучший игровой фильм — «Вор», Павел Чухрай
- Лучший неигровой фильм — «Среда 19.07.1961»
- Лучший анимационный фильм — «Долгое путешествие», Андрей Хржановский
- Лучшая сценарная работа — Александр Миндадзе, «Время танцора»
- Лучшая роль второго плана — Зураб Кипшидзе, «Время танцора»
- Лучшая режиссёрская работа — Павел Чухрай, «Вор»
- Лучшая работа художника по костюмам — Лариса Конникова, «Царевич Алексей»
- Лучшая работа художника — Сергей Коковкин, Валерий Юркевич, «Царевич Алексей»
- Лучшая работа звукорежиссёра — Ася Зверева, «Царевич Алексей»
- Лучшая музыка к фильму — Владимир Дашкевич, «Вор»
- Лучшая мужская роль — Владимир Машков, «Вор»
- Лучшая женская роль — Екатерина Редникова, «Вор»
- Лучшая операторская работа — Александр Антипенко за фильм «Маленькая принцесса»
- Премия «Честь и достоинство» — Марина Ладынина

### 1997
- Лучший игровой фильм — «Кавказский пленник», Сергей Бодров ст.
- Лучший неигровой фильм — «Сергей Эйзенштейн. Автобиография», Олег Ковалов
- Лучший анимационный фильм — «Братья пилоты готовят на завтрак макарончики», Александр Татарский
- Лучшая сценарная работа — Ариф Алиев, Сергей Бодров ст., Борис Гиллер, «Кавказский пленник»
- Лучшая роль второго плана — Михаил Глузский, «Мужчина для молодой женщины»
- Лучшая режиссёрская работа — Сергей Бодров ст., «Кавказский пленник»
- Лучшая работа художника по костюмам — Нина Крючкова, Михаил Горелик, «Ермак»
- Лучшая работа художника — Борис Бланк, Владимир Гудилин, «Карьера Артуро Уи. Новая версия»
- Лучшая работа звукорежиссёра — Екатерина Попова, «Кавказский пленник»
- Лучшая операторская работа — Игорь Клебанов, «Научная секция пилотов»
- Лучшая музыка к фильму — Микаэл Таривердиев, «Дачники» (летние люди)
- Лучшая мужская роль — Олег Меньшиков, «Кавказский пленник»
- Лучшая женская роль — Елена Сафонова, «President и его женщина»
- Честь и достоинство — Георгий Жжёнов

### 1996
- Лучший игровой фильм — «Особенности национальной охоты», Александр Рогожкин
- Лучший неигровой фильм — «Убийство императора. Версии», Сергей Мирошниченко
- Лучший анимационный фильм — «Лев с седой бородой», Андрей Хржановский
- Лучшая сценарная работа — Валерий Золотуха, «Мусульманин»
- Лучшая роль второго плана — Александр Балуев, «Мусульманин»
- Лучшая режиссёрская работа — Александр Рогожкин, «Особенности национальной охоты»
- Лучшая работа художника по костюмам — Виктория Ильина, «Барышня-крестьянка»
- Лучшая работа художника — Людмила Кусакова, «Барышня-крестьянка»
- Лучшая работа звукооператора — Владимир Фролов, «Пешаварский вальс»
- Лучшая музыка к фильму — Владимир Комаров, «Барышня-крестьянка»
- Лучшая работа оператора — Павел Лебешев, «…Первая любовь»
- Лучшая мужская роль — Алексей Булдаков, «Особенности национальной охоты»
- Лучшая женская роль — Нина Усатова — «Мусульманин» (за роль тётки Сони (матери Николая и Фёдора))
- Честь и достоинство — Валерий Фрид

### 1995
- Лучший игровой фильм — «Увлеченья», Кира Муратова
- Лучший продюсер — Игорь Калёнов, «Увлеченья»
- Лучший научно-популярный фильм — «Жил-был лис», Юрий Климов
- Лучший документальный фильм — «Прощай СССР», Александр Роднянский
- Лучший анимационный фильм — «Севильский цирюльник», Наталья Дабижа
- Лучшая сценарная работа — Ираклий Квирикадзе, Пётр Луцик, Алексей Саморядов, «Лимита»
- Лучшая роль второго плана — Алиса Фрейндлих, «Подмосковные вечера»
- Лучшая режиссёрская работа — Кира Муратова, «Увлеченья»
- Лучшая работа художника по костюмам — Надежда Васильева, «Замок»
- Лучшая работа художника — Владимир Карташов, «Замок»
- Лучшая работа звукооператора — Николай Астахов, «Дожди в океане»
- Лучшая работа оператора — Сергей Козлов, «Лимита»
- Лучшая музыка к фильму — Леонид Десятников, «Подмосковные вечера»
- Лучшая мужская роль — Евгений Миронов, «Лимита»
- Лучшая женская роль — Ингеборга Дапкунайте, «Подмосковные вечера»
- Честь и достоинство — Тамара Макарова

## Критика
Владимир Меньшов (из интервью журналу «Итоги» 02.03.04):

«На „Нике“ — свои приколы. Не знаю, как сейчас, но прежде возникали серьезные подозрения во вмешательстве руководства премии в корректировку результатов. Процедура сопровождалась чрезмерной секретностью».